# 갈구

갈 구

갈구(싱할라어: ගාල්ල දිස්ත්‍රික්කය, 타밀어: காலி மாவட்டம்)는 스리랑카를 구성하는 25개 구 가운데 하나로 행정 중심지는 갈이며 면적은 1,652km2, 인구는 1,058,771명(2012년 기준)이다. 행정 구역상으로는 남부 주에 속한다.